# Список заслуженных мастеров спорта СССР (бокс)
Звание «заслуженный мастер спорта СССР» (до 1983 года официальное название — «заслуженный мастер спорта») было учреждено в 1934 году.
| 1936 год |                                    |            |                         |                |                                                                                               |                     |
| 1        | Михайлов Виктор Павлович           | 08.12.1936 |                         | Москва         | «Динамо»                                                                                      | 47                  |
| 1937 год |                                    |            |                         |                |                                                                                               |                     |
| 1        | Огуренков Евгений Иванович         | ??.09.1937 |                         | Москва         | «Строитель»                                                                                   | 63                  |
| 1938 год |                                    |            |                         |                |                                                                                               |                     |
| 1        | Емельянов Сергей Андреевич         | ??.11.1938 |                         | Ленинград      | «Локомотив»                                                                                   |                     |
| 1939 год |                                    |            |                         |                |                                                                                               |                     |
| 1        | Гольдштейн Александр Александрович | ??.07.1939 | ??.??.1909 — ??.??.1979 | Тбилиси        | «Динамо»                                                                                      | (снято в 1952 году) |
| 1940 год |                                    |            |                         |                |                                                                                               |                     |
| 1        | Градополов Константин Васильевич   | ??.07.1940 |                         | Москва         | ГЦОЛИФК                                                                                       |                     |
| 2        | Шеронин Евгений Николаевич         | ??.07.1940 |                         | Ленинград      | ГОЛИФК им. Лесгафта                                                                           |                     |
| 1942 год |                                    |            |                         |                |                                                                                               |                     |
| 1        | Королёв Николай Фёдорович          | 18.06.1942 |                         | Москва         | «Спартак»                                                                                     |                     |
| 1943 год |                                    |            |                         |                |                                                                                               |                     |
| 1        | Агаларов Аббас Фархадович          | ??.06.1943 |                         | Баку           |                                                                                               |                     |
| 2        | Денисов Борис Семёнович            | 17.07.1943 |                         |                |                                                                                               |                     |
| 3        | Шевалдышев Георгий Иванович        | 12.11.1943 |                         | Ленинград      |                                                                                               |                     |
| 1944 год |                                    |            |                         |                |                                                                                               |                     |
| 1        | Никифоров Павел Васильевич         | 14.07.1944 |                         |                |                                                                                               |                     |
| 1946 год |                                    |            |                         |                |                                                                                               |                     |
| 1        | Степанов Виктор Григорьевич        | ??.??.1946 |                         |                |                                                                                               |                     |
| 2        | Иванов Иван Константинович         | ??.??.1946 | ??.??.1898 — 09.07.1955 | Киев           |                                                                                               |                     |
| 3        | Иванов, Иван Игнатьевич            | ??.??.1946 | ??.??.???? — ??.??.???? | Москва         |                                                                                               |                     |
| 4        | Булычёв Анатолий Иванович          | 23.07.1946 |                         | Москва         | «Динамо»                                                                                      |                     |
| 1947 год |                                    |            |                         |                |                                                                                               |                     |
| 1        | Тимошин Андрей Васильевич          | ??.??.1947 |                         | Москва         | «Динамо»                                                                                      |                     |
| 2        | Самойлов Вячеслав Васильевич       | ??.10.1947 |                         | Москва         | «Спартак»                                                                                     |                     |
| 3        | Князев Иван Александрович          | ??.11.1947 |                         | Ленинград      | «Водник»                                                                                      |                     |
| 1948 год |                                    |            |                         |                |                                                                                               |                     |
| 1        | Багаев Иван Степанович             | ??.05.1948 |                         | Москва         | «Наука»                                                                                       |                     |
| 2        | Браун Яков Борисович               | ??.05.1948 |                         | Москва         | «Большевик»                                                                                   |                     |
| 3        | Вертков Павел Евдокимович          | ??.05.1948 | ??.??.1908 — ??.??.1983 | Ленинград      | «Спартак»                                                                                     |                     |
| 4        | Гаврилов Гурий Константинович      | ??.05.1948 |                         | Ленинград      | Дом офицера                                                                                   |                     |
| 5        | Ганыкин Иван Иванович              | ??.05.1948 |                         | Москва         | «Спартак»                                                                                     |                     |
| 6        | Грейнер Анатолий Николаевич        | ??.05.1948 |                         | Москва         | ЦДКА                                                                                          |                     |
| 7        | Карцев Николай Николаевич          | ??.05.1948 |                         | Мытищи         | «Торпедо»                                                                                     |                     |
| 8        | Ксенофонтов Александр Иванович     | ??.05.1948 |                         | Москва         | «Динамо»                                                                                      |                     |
| 9        | Навасардов Андро Георгиевич        | ??.05.1948 |                         | Тбилиси        | «Динамо»                                                                                      |                     |
| 10       | Щербаков Вячеслав Семёнович        | ??.05.1948 |                         | Москва         | «Трудовые резервы»                                                                            |                     |
| 11       | Щербаков Сергей Семёнович          | ??.05.1948 |                         | Москва         | «Пищевик»                                                                                     |                     |
| 12       | Авдеев Иван Матвеевич              | 05.08.1948 |                         | Москва         | «Динамо»                                                                                      |                     |
| 13       | Френкин Анатолий Семёнович         | 05.08.1948 | ??.??.1907 — ??.??.1984 | Москва         | «Динамо» (занимал руководящие административные должности в Секции бокса в Спорткомитете СССР) |                     |
| 14       | Папьян Андрей Назарович            | ??.11.1948 |                         | Ереван         | «Спартак»                                                                                     |                     |
| 1949 год |                                    |            |                         |                |                                                                                               |                     |
| 1        | Сегалович Лев Маркович             | ??.08.1949 |                         | Москва         | Вооруженные Силы                                                                              |                     |
| 1950 год |                                    |            |                         |                |                                                                                               |                     |
| 1        | Кудрявцев Василий Васильевич       | ??.02.1950 |                         | Иваново        | «Красное знамя»                                                                               |                     |
| 2        | Аристакесян Эдуард Оганезович      | ??.12.1950 |                         | Ереван         | «Динамо»                                                                                      |                     |
| 1951 год |                                    |            |                         |                |                                                                                               |                     |
| 1        | Гудушаури Левон Евстафьевич        | ??.04.1951 |                         | Тбилиси        | «Искра»                                                                                       |                     |
| 2        | Горгаслидзе Шалва Феофанович       | ??.04.1951 |                         | Тбилиси        | «Наука»                                                                                       |                     |
| 1955 год |                                    |            |                         |                |                                                                                               |                     |
| 1        | Шоцикас Альгирдас Стасисович       | ??.07.1955 |                         | Каунас         | «Жальгирис»                                                                                   |                     |
| 1957 год |                                    |            |                         |                |                                                                                               |                     |
| 1        | Енгибарян Владимир Николаевич      | ??.02.1957 |                         | Ереван         | «Трудовые резервы»                                                                            |                     |
| 2        | Мухин Лев Дмитриевич               | ??.02.1957 |                         | Ростов-на-Дону | «Спартак»                                                                                     |                     |
| 3        | Сафронов Владимир Константинович   | ??.02.1957 |                         |                | Советская Армия                                                                               |                     |
| 4        | Шатков Геннадий Иванович           | ??.02.1957 |                         | Ленинград      | «Буревестник»                                                                                 |                     |
| 1958 год |                                    |            |                         |                |                                                                                               |                     |
| 1        | Засухин Александр Федосеевич       | ??.02.1958 |                         | Смоленск       | «Динамо»                                                                                      |                     |
| 2        | Степанов Борис Андреевич           | ??.02.1958 |                         | Москва         | «Труд»                                                                                        |                     |
| 1960 год |                                    |            |                         |                |                                                                                               |                     |
| 1        | Григорьев Олег Георгиевич          | ??.09.1960 |                         | Москва         | «Трудовые резервы»                                                                            |                     |
| 1962 год |                                    |            |                         |                |                                                                                               |                     |
| 1        | Абрамов Андрей Васильевич          | ??.04.1962 |                         |                |                                                                                               |                     |
| 1963 год |                                    |            |                         |                |                                                                                               |                     |
| 1        | Лагутин Борис Николаевич           | ??.06.1963 |                         |                |                                                                                               |                     |

### 1963
- Быстров, Виктор Михайлович

### 1964
- Киселёв, Алексей Иванович
- Попенченко, Валерий Владимирович
- Степашкин, Станислав Иванович
- Тамулис, Ричардас Ионович

### 1965
- Баранников, Виликтон Иннокентьевич
- Изосимов, Александр Владимирович
- Меднов, Виктор Иванович
- Никоноров, Борис Николаевич
- Позняк, Дан Иванович
- Стольников, Владимир Григорьевич

### 1966
- Лясота, Аскольд Константинович

### 1967
- Агеев, Виктор Петрович

### 1968
- Латышов, Александр Петрович (?)[33]
- Нурмаханов, Абдысалан Нурмаханович
- Соколов, Валериан Сергеевич

### 1969
- Фролов, Евгений Васильевич

### 1970
- Фролов, Валерий Петрович

### 1971
- Трегубов, Валерий Григорьевич

### 1972
- Кузнецов, Борис Георгиевич
- Лемешев, Вячеслав Иванович
- Стивенсон, Теофило (Куба)

### 1974
- Рискиев, Руфат Асадович
- Соломин, Василий Анатольевич

### 1975
- Засыпко, Владислав Петрович
- Климанов, Анатолий Николаевич

### 1977
- Горстков, Евгений Николаевич
- Лимасов, Валерий Павлович
- Рыбаков, Виктор Григорьевич (в 1985 лишён звания за «серьёзное служебное нарушение», когда работал тренером в ГСВГ)

### 1978
- Львов, Валерий Константинович
- Рачков, Валерий Александрович
- Савченко, Виктор Григорьевич

### 1980
- Сабиров, Шамиль Алтаевич

### 1981
- Квачадзе, Давид Иванович
- Конакбаев, Серик Керимбекович
- Кошкин, Александр Николаевич
- Крупин, Александр Рюрикович
- Мирошниченко, Виктор Владимирович
- Шишов, Василий Александрович

### 1982
- Александров, Юрий Васильевич
- Ягубкин, Александр Геннадьевич

### 1988
- Яновский, Вячеслав Евгеньевич

### 1989
- Акопкохян, Исраел Акопович
- Арбачаков, Юрий Яковлевич
- Демьяненко, Виктор Леонидович
- Курнявка, Андрей Петрович
- Мунчян, Ншан Аракелович
- Ружников, Игорь Иванович
- Хаматов, Айрат Касымович
- Шанавазов, Нурмагомед Магомедсаидович

### 1990
- Булаков, Анатолий Николаевич
- Шин, Владимир Николаевич

### 1991
- Лаптев, Валерий Янович
- Цзю, Константин Борисович
- Назаров, Орзубек Пулетович
- Нурказов, Сергей Токенович
- Ткаченко, Александр Николаевич
- Качановский, Виталий Николаевич
- Григорян, Артур Размикович

## 1992
- Зауличный, Ростислав Мирославович

## Год присвоения неизвестен
- Вартанов, Георгий Амазаспович (? 1945[34])
- Сивко, Сергей Александрович